# Die Antwoord
Die Antwoord (afrikanerski za "Odgovor") je južnoafrički alternarnativni hip hop sastav, osnovan 2008. godine u Cape Townu.
Članovi sastava su Watkin Tudor "Ninja" Jones i Anri "Yolandi Visser" du Toit, muško-ženski duo, i producenti HITEK5000 i Lil2Hood. Njihov imidž vrti se oko južnoafričke kontrakulture zvane zef te uključuju i radove drugih umjetnika povezanih s pokretom.
Die Antwoord postigao je internacionalni uspjeh. Njihovi albumi i singlovi više puta su se našli na glazbenim top 50 i top 10 ljestvicama, poglavito u Europi, SAD-u i Australiji. Glazba im se također pojavila u najprodavanijim video igrama iz Far Cry franšize. Jedna od njihovih prvih pjesama, "Enter the Ninja", dobro je prošla u Australiji i Engleskoj, dok su iduće pjesme "Pitbull Terrier" i "Ugly Boy" prošle bolje u SAD-u.
Od 2019. godine, sastav je bio uključen u nekoliko kontroverzi povezanih s optužbama za zlostavljanje djece, i zločine iz mržnje.

## Pozadina
Die Antwoordov muški vokal, Watkin Tudor "Ninja" Jones, bio je članom južnoafričke glazbene scene mnogo godina, ponajviše u sastavima kao što su The Original Evergreen, MaxNormal.TV i The Constructus Corporation. Die Antwoordov debitantski album $O$ usko je povezan s prijašnjim radovima ovih sastava. Gotovo svaka pjesma s tog albuma je identična kopija ili remiks pjesama s albuma MaxNormal.TV. Ninja je rekao za Rolling Stone časopis, "Sve što sam napravio prije Die Antwoorda je bilo eksperimentiranje, traženje Die Antwoorda ustvari. .. sve prije bilo je jednokratno. Za odbaciti."
Die Antwoord su primjetili da novinari i kritičari, pogotovo oni u SAD-u, često pitaju da li je njihov kreativni izričaj šala i laž. Kada su ga pitali da li samo utjelovljuje lika, Ninja je rekao, "Ninja je kao, tako da kažem, kao Superman Clark Kentu. Jedina razlika je ta što ja ne skidam ovo pišljivo Supermanovo odijelo." Opisali su svoj rad kao "dokumentarna fikcija" i "preuveličano iskustvo" osmišljeno za element šoka. Ninja je rekao za Spin:
Ljudi su nesvijesni, pa trebaš koristiti svoju umjetnost kao šok mašinu da ih osvijestiš. Za neke nema spasa. Samo će uporno pitati, "Je li ovo stvarno? Je li ovo stvarno?" To je dwanky. Tu riječ koristimo u Južnoj Africi, "dwanky." Znači da je nešto dosadno i bezveze. "Je li stvarno?" Trebaš biti futurist i nastaviti dalje. Moraš biti dobar vodič kako bi izvuka ljude iz beznačajnog iskustva.
Die Antwoord su znani po svom kultnom praćenju, posebito po obožavateljima koji crtaju tzv. "fan art".

### Zef
Die Antwoordov glazbeni i vizualni izričaj sadrži elemente "zef" kulture, opisan kao moderan i loš, prikladno zastarjeo, te kao odbačeni kulturalni elementi. Yo-Landi je rekla, "Asocirano je s ljudima koji nabrijavaju svoja auta i nose zlato i sranja. Zef je, siromašan si, ali fensi. Siromašan si, ali si seksi i imaš stila." Tekstove pišu na afrikanerskom i engleskom jeziku.

## Povijest

### 2008. – 2010.: Osnivanje i objava prvog albuma $O$, 5 i Ekstra
Die Antwoord je osnovan 2008. godine. Ime im je afrikanerski za "odgovor". Njihov debitantski album, $O$, objavljen je za besplatno slušanje i preuzimanje na njihovoj službenoj web-stranici. Na pjesmi, "Wie Maak die Jol Vol", surađivali su s reperima iz Cape Flatsa, koji su bili Garlic Brown, Scallywag, Isaac Mutant, i Jaak Paarl. Na pjesmi "Wat Pomp?" pojavljuje se reper Jack Parow, kao i na pjesmi "Doos Dronk" zajedno s Fokofpolisiekarom. Fotografiju omota albuma uslikao je fotograf Clayton James Cubitt.
Godine 2009., južnoafrički kinematograf Rob Malpage (zajedno s Ninjom kao drugim redateljem) je snimio video spot za pjesmu "Enter the Ninja". U videu se pojavljuje umjetnik iz Cape Towna Leon Botha. Video je dobio više milijuna pregleda u nešto manje od devet mjeseci, te se dijelio na tada poznatim društvenim platformama i blogovima, što je prisililo Die Antwoord da prebace svoju web-stranicu na američku domenu kako bi stranica izdržala sav promet.
Nakon neočekivanog uspjeha spota, Die Antwoord je potpisao za diskografsku kuću Interscope Records. U travnju 2010. godine, nastupili su na svom prvom internacionalnom koncertu na Coachella glazbenom festivalu, ispred više od 40,000 ljudi. Nastavili su internacionalnu karijeru povodom objave albuma $O$.
EP "5" je Die Antwoordovo prvo izdanje za veću diskografsku kuću Cherrytree Records (branša Interscope Recordsa). Na EP-u se nalaze neke starije pjesme, jedna nova i jedan remiks. Pjesma "Fish Paste" objavljena je kao promotivni singl. Pitchfork Media objavili su album online 12. lipnja 2010. godine.
Sredinom 2010. godine, objavili su drugi EP Ekstra.
Godine 2011., pridružili su se postavi na Big Day Out festivalu, povodom kojeg su išli na Novi Zeland i Australiju, te rasporadali gotovo svaki koncert zajedno s repericom M.I.A. Krajem 2010. godine, Die Antwoord je za "Enter the Ninja" osvojio nagradu za najbolji video spot na društvenoj mreži MySpace.

### 2011. – 2013.:Ten$ion,  spor s diskografskom kućom
U studenome 2011. godine, Die Antwoord je napustio Interscope Records zbog spora oko nadolazećeg albuma i njegova glavnog singla, "Fok Julle Naaiers". Visser je objasnila da je Interscope "htio da budemo više generični" kako bi zaradili što više novaca: "Ako pokušaš raditi pjesme koje se sviđaju drugima, tvoj bend će uvijek biti sranje. Uvijek moraš raditi ono što voliš. Ako uspije, to je čudo, to je ono što se dogodilo Die Antwoordu." Die Antwoord su osnovali svoju vlastitu nezavisnu diskografsku kuću, Zef Recordz, za koju su objavili drugi studijski album Ten$ion.
Album je objavljen uz diskografske kuće Good Smile Company i Downtown Records, koji su radili na marketingu i internacionalnoj objavi albuma. Ten$ion su popratili još tri nova singla nakon "Fok Julle Naaiers": "I Fink U Freeky", "Baby's on Fire", i "Fatty Boom Boom". Singlovi s Ten$iona posebno su promovirali Die Antwoord pošto su nakon njihovih objava bili pozvani na više američkih talk showova i reklama. Ipak, album je dobio osrednje ili loše kritike od većine glazbenih kritičara.
Ten$ion je popratio singl bez albuma, "XP€N$IV $H1T", kao i remiks Mimsove pjesme "This Is Why I'm Hot".

### 2014.:Donker Magi nova turneja
Nakon objave singla "XP€N$IV $H1T", Die Antwoord je krenuo na kratku turneju po Europi od lipnja do srpnja. Ubrzo nakon što su krenuli na turneju, kratki isječci novog singla "Cookie Thumper!", su objavljeni, zajedno s isječcima glazbenog spota. Također, u vrijeme najave singla, Die Antwoord je najavio i objavu svog trećeg studijskog albuma, Donker Mag, koji je objavljen 3. lipnja 2014. godine.
Glazbeni spot za pjesmu "Cookie Thumper!" objavljen je 18. lipnja 2014. godine. Video ima 43 milijuna pregleda na YouTubeu od 2024. godine. Dana 20. svibnja 2014. godine, glazbeni spot za drugi singl s albuma "Pitbull Terrier", je objavljen na službenom YouTube kanalu sastava. Video ima više od 152 milijuna pregleda od 2024. godine. Treći i konačni singl "Ugly Boy" objavljen je 4. rujna 2014.

### 2015. – 2016.: Objava EP-a iMount Ninji and da Nice Time Kid
U veljači 2015. godine, Die Antwoord je najavio da su počeli raditi na novom materijalu s DJ Muggsom iz Cypress Hilla.Dana 19. svibnja 2016. godine sastav je objavio mikstape Suck on This na SoundCloudu. Mikstape sadrži pjesme u produkciji DJ Muggsa (na albumu zvanim The Black Goat) i God-a (prije znan kao DJ Hi-Tek, producent grupe). Popis pjesama uključuje već objavljene pjesme "Dazed and Confused", "Bum Bum" kao i "Gucci Coochie," kolaboracija s Dita Von Teeseom. Trailer za pjesmu objavljen je 16. svibnja 2016. godine. Ipak, video nikad nije objavljen te se smatra odbačenim.
Na mikstapeu su također remiksevi Die Antwoordovih popularnijih pjesama "I Fink You Freeky," "Fok Julle Naaiers," i "Pitbull Terrier." Dana 22. srpnja 2016 objavljeno je kako će se album zvati Mount Ninji and da Nice Time Kid, prvobitnog naslova "We Have Candy". Album je objavljen 16. rujna 2016. godine.
Prvi spot s albuma, "Banana Brain", objavljen je 31. kolovoza 2016. godine. Ima više od 121 milijuna pregleda na YouTube od 2024. godine. Drugi spot s albuma, "Fat Faded Fuck Face", objavljen je na Vimeu zbog njegova odraslog sadržaja.

### 2017.-danas:House of Zef
Početkom 2017. godine, Die Antwoord je objavio na društvenim mrežama da će u rujnu te iste godine objaviti njihov konačni album naziva The Book of Zef, te se raspasti odmah poslije. Nešto kasnije objavili su kako su promijenili naziv u "27". Prvi singl, "Love Drug", objavljen je 5. svibnja 2017. godine. Drugi singl "2•GOLDEN DAWN•7" objavljen je 22. lipnja 2018. godine.
Dana 3. svibnja, objavljen je i treći singl "DntTakeMe4aPoes." Na pjesmi surađuje i južnoafrički reper G Boy. Drugi video objavljen taj isti dan otkrio je kako će se album ipak zvati House of Zef, te da će na njemu repati više amaterskih repera iz Južne Afrike.
Turneja po SAD-u je bila zakazana za kraj 2019. godine, no turneja se odgodila za 2020. godinu kako bi sastav imao dovoljno vremena završiti album i druge projekte.
Drugi singl "Baita Jou Sabela" objavljen je 30. studenog 2019. godine te na njemu repa južnoafrički reper Slagysta.
House of Zef objavljen je 16. ožujka 2020. godine, bez ikakve prijašnje najave od strane sastava.
Do danas House of Zef je zadnji objavljeni album Die Antwoorda, no 2022. godine su objavili pet singlova bez albuma.

## Članovi
- Ninja (2008.–danas)
- Yolandi Visser (2008.–danas)
- HITEK5000 (prije znan kao DJ Hi-Tek i God)[43] (2008.–danas)
- Lil2Hood[44] (2019.-danas)

## Diskografija
Studijski albumi
- $O$ (2009.)
- Ten$ion (2012.)
- Donker Mag (2014.)
- Mount Ninji and da Nice Time Kid (2016.)
- House of Zef (2020.)

EP-ovi
- 5 (2010.)
- Ekstra (2010.)

Mikstape
- Suck on This (2016)

Singlovi
| - "Wat Pomp" (2009.) - "Beat Boy" (2009.) - "Enter the Ninja" (2010.) - "Fish Paste" (2010.) - "Evil Boy" (2010.) - "Rich Bitch" (2011.) - "Fok Julle Naaiers" (2011.) - "I Fink U Freeky" (2012.) - "Baby's on Fire" (2012.) - "Fatty Boom Boom" (2012.) - "XP€N$IV $H1T" (2012.) - "Cookie Thumper!" (2013.) - "Pitbull Terrier" (2014.) - "Ugly Boy" (2014.) | - "Dazed and Confused" (2016.) - "Bum Bum" (2016.) - "Gucci Coochie" (2016.) - "Banana Brain" (2016.) - "We Have Candy" (2016.) - "Fat Faded Fuck Face" (2016.) - "Love Drug" (2017.) - "2•GOLDEN DAWN•7" (2018.) - "DntTakeMe4aPoes" (2019.) - "Baita Jou Sabela" (2019.) - "Die Antwoord Is Dead" (2022.) - "Age of Illusion" (2022.) - "MFUM MFUM" (2022.) - "Babaji" (2022.) - "Land of Honey" (2022.) |